# Luis Souza Ferreira
Luis de Souza Ferreira (Lima, 1908. október 6. – Callao, 2008. szeptember 29.), perui válogatott labdarúgó.
A perui válogatott tagjaként részt vett az 1930-as világbajnokságon és az 1927-es Dél-amerikai bajnokságon.

## Sikerei, díjai
Universitario
- Perui bajnok (2): 1929, 1934

## Külső hivatkozások
- Luis Souza Ferreira a FIFA.com honlapján Archiválva 2015. július 10-i dátummal a Wayback Machine-ben